# 鈴木隆輔
鈴木 隆輔（すずき りゅうすけ、1972年4月3日 - ）は、日本のアニメーションクリエイター、ディレクター。岡山県出身。主にFLASHによるアニメーションの制作を手がける。

## 来歴・人物
島根大学法文学部卒業後、ミサワホームに就職するが、漫画家になりたいという理由から退職。その後、29歳で講談社のアフタヌーンで漫画家としてデビューするも連載を取るに至らず、なりゆきでFLASHクリエイターになるという経歴を持つ。
初期のDLEのメンバーとして、『THE FROGMAN SHOW』 TVシリーズの6話から作画スタッフとして参加。ほどなくしてフリーに転向し、主にDLEの下請けとして作品を作る。
テレビ東京系「ファイテンション☆スクール」「ファイテンション☆テレビ」などで、多くのショートアニメを制作。
2009年4月より、吉田戦車原作の『伝染るんです。』アニメ版(監督 まんきゅう)の作画監督を務める。

## 硯九介としての活動
プライベートな創作活動の際には漫画家時代のペンネーム、硯 九介（すずり きゅうすけ）を使っている。代表作はトイザらスの公式サイトで連載されていた、実家で飼っていたゴールデンレトリーバーの実録アニメ、『だめぺん』や『宇宙公務員ピンチさん』などがある。
『だめぺん』は現在トイザらスの公式動画サイトが閉鎖されてしまったため、閲覧不能の状態にある。
　※現在　本人のサイト　アトリエ・キュービーにて公開されている。

## 作品
- THE FROGMAN SHOW TVシリーズ　作画　(監督・脚本FROGMAN)
- 先生のチョンマゲ アッパレひでよしくん 作画・ゲストキャラデザイン （監督・脚本 べんぴねこ）
- レオナルド博士とキリン村のなかまたち 作画・メカデザイン （監督・脚本 べんぴねこ）
- レオナルド博士とキリン村のなかまでしょ 作画・メカデザイン （監督・脚本 べんぴねこ）
- はなけろ～どんぐりころころエコろころ～ 26話以降　作画　（監督・脚本 まんきゅう）
- 開運！大便小僧～商品開発編～　作画・演出 （監督・脚本 まんきゅう）
- 朝バナ子ちゃんダイエット川柳  監督・作画　(原作 はまち/フルタハナコ)
- 『ピューと吹く!ジャガー～いま、吹きにゆきます～』 作画
- 伝染るんです。 作画監督・作画 (原作 吉田戦車 監督 まんきゅう)
- もえろ!バッカルコーン（MBS「はれときどきうた」内アニメーション） 作画 (監督 べんぴねこ)
- ピチ高野球部（九州地区限定放送） 作画 (監督 べんぴねこ)
- 這いよる! ニャルアニ (FLASHアニメーション) (原作・脚本 - 逢空万太)
- 這いよる! ニャルアニ リメンバー・マイ・ラブ （クラフト先生） 作画 (原作 - 逢空万太『這いよれ! ニャル子さん』（GA文庫 / ソフトバンク クリエイティブ刊）)